# Kisgyalán
Kisgyalán község Somogy vármegyében, a Kaposvári járásban.

## Fekvése
Somogy vármegye dombos keleti részén helyezkedik el, a Baté-Igal közti 6503-as út mellett, de a központján csak a Naktól Gölle érintésével idáig húzódó 6518-as út vezet keresztül. A mai helyén a község az 1700-as évek elején alakult ki, a határos községek: Büssü, Gölle, Fonó és Zimány. A falu határát északon a „Hársasi út”, keleten a „Nagyárok”, délen a Gázlói-víz, nyugaton a Kerekesi árok határolja. A falu határa lankás, dombos jó termő agyagos föld, ami meghatározza a lakosság foglalkozását.

## Története
Gyalán Árpád-kori település. Nevét 1250-ben említette először oklevél a Szák nemzetség Gyaláni ágával kapcsolatban. Az e nemzetségből való I. Konrád 1240-ben Mária királyné pohárnokmestere volt, és ő vitte hírül IV. Béla királynak V. István születését. A Jó hírnek örvendő apa, IV. Béla király I. Konrádnak Podár Veszprém vármegyében levő falut adta jutalmul, majd 1250-ben megvette I. Konrádnak a rokonának, az utód nélkül elhalt Herrandnak a birtokai közül a Komárom vármegyei Terjént, a Somogy vármegyei Gyalánt és Várong felét is. 1346-ban I. Konrád fia, I. János lakhelyeként Gyalán, vagy Várong volt említve és mint tolnamegyei nemes szerepelt az oklevelekben.
1851-ben Fényes Elek írta a településről:
Gyalán, magyar falu, Somogy vármegyében, 316 katholikus, 7 zsidó lakossal, katholikus fiókszentegyházzal. Fekete földje gazdag termékenységü. Ezelőtti birtokosa buzért is termesztett, de rég megszünt. Földesura Festetics Antal. Utolsó posta Kaposvár.
A 20. század elején Somogy vármegye Igali járásához tartozott.
1910-ben 458 magyar lakosa volt. Ebből 450 római katolikus, 2 református, 6 izraelita volt.

## Közélete

### Polgármesterei
- 1990–1994: Csonka József (független)[3]
- 1994–1998: Csonka József (független)[4]
- 1998–2002: Csonka József (független)[5]
- 2002–2006: Csonka József (független)[6]
- 2006–2010: Csonka József (független)[7]
- 2010–2014: Horváth Zoltán (független)[8]
- 2014–2019: Horváth Zoltán (független)[9]
- 2019–2024: Horváth Zoltán (független)[10]
- 2024– : Horváth Zoltán (független)[1]

## Népesség
A település népességének változása:
| Lakosok száma | 204  | 204  | 194  | 195  | 187  | 191  | 202  |
|               | 2013 | 2014 | 2015 | 2021 | 2022 | 2023 | 2024 |

A 2011-es népszámlálás során a lakosok 91%-a magyarnak, 7,4% cigánynak, 3% németnek, 0,5% románnak, 0,5% szlováknak mondta magát (6,9% nem nyilatkozott; a kettős identitások miatt a végösszeg nagyobb lehet 100%-nál). A vallási megoszlás a következő volt: római katolikus 71,3%, református 3%, evangélikus 0,5%, felekezet nélküli 8,9% (15,8% nem nyilatkozott).
2022-ben a lakosság 86,1%-a vallotta magát magyarnak, 6,4% németnek, 2,7% cigánynak, 0,5% egyéb, nem hazai nemzetiségűnek (9,6% nem nyilatkozott; a kettős identitások miatt a végösszeg nagyobb lehet 100%-nál). Vallásuk szerint 47,1% volt római katolikus, 4,3% református, 0,5% evangélikus, 0,5% egyéb katolikus, 5,9% felekezeten kívüli (41,7% nem válaszolt).

## Nevezetességei
- Festetics-kastély (Gázlópusztán található, nem látogatható magánterület)
- 1781-ben épült, csaknem kör alaprajzú római katolikus templom, műemlék[13]

## Képek

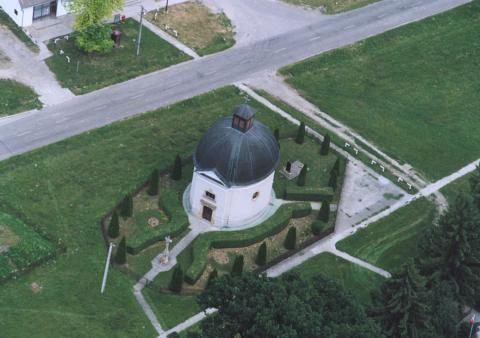
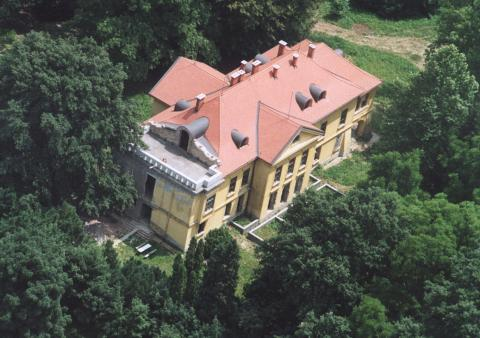